# IC 414
IC 414 — галактика типу S (спіральна галактика) у сузір'ї Оріон.
Цей об'єкт міститься в оригінальній редакції індексного каталогу.